# 10953 Ґердачіра
10953 Ґердачіра (10953 Gerdatschira) — астероїд головного поясу, відкритий 24 вересня 1960 року.
Тіссеранів параметр щодо Юпітера — 3,624.